# Veřejná dražba
Veřejná dražba je veřejné jednání s cílem přechodu vlastnického práva k předmětu dražby na jinou osobu. Tato osoba musí ve veřejné dražbě učinit nejvyšší nabídku. Účastníkem dražby může být buď osoba přímo přítomná nebo ta, která se přihlásila v prostředí veřejné datové sítě na určené adrese a splňuje podmínky určené zákonem o veřejných dražbách. Veřejná dražba je jedním z prostředků, jak se mohou věřitelé domoci svých pohledávek u dlužníků za předpokladu, že pohledávka byla pravomocně přiznána exekučním titulem. Dražbu zahajuje na základě navrhovatele tzv. licitátor. Mezi úlohy licitátora patří výzva účastníků dražby k učinění podání, udělení příklepu a v neposlední řadě také losování ohledně udělení příklepu. Vyvolávací cena se stanovuje na polovinu ceny odhadní. Pokud jde o dražbu nemovitostí v rámci exekuce, vyvolávací cena je 2/3 odhadní ceny. Všechny veřejné dražby jsou ze zákona zveřejňovány na centrální adrese a ty, které jsou v rámci exekuce, na portálu dražeb.